# Szóli
Szóli (ógörögül: Σόλοι) ókori királyság és városállam volt Ciprus északnyugati partján.

## Elhelyezkedése
A város egy hegy tetején, egy termékeny folyóvölgy felett épült, közel a tengerparthoz, ahol természetes kikötővel rendelkezett.

## Története
Az ókorban, a Kr.e. 3. évezredben a településen már fontos rézbánya működött. A várost vélhetően görög telepesek alapították. Noha egyes források szerint Szólit az athéni bölcs, Szolón alapította, ez nyilvánvalóan legenda, mivel a város már évszázadok óta állt, amikor Szolón a Kr.e. 6. században oda látogatott.
Régészeti feltárások szerint a város a Kr.e. 4-5. században intenzív kereskedelmi kapcsolatban volt Athénnal, ahova rezet és fát exportált, luxuscikkekért – így például szimpozion során használt edényekért – cserébe. Feltételezhető, hogy athéni művészek is éltek a városban, és tevékenységük befolyást gyakorolt a Szóliban készülő alkotások stílusára. A régészeti leletek arra utalnak, hogy a település lakói az Óperzsa Birodalommal is kapcsolatban álltak.
Kr.e. 498-ban a város részt vett a perzsák elleni felkelésben. Amikor Kr. e. 391-ben Euagorasz megkísérelte egyesíteni a ciprusi városállamokat, Szóli – akárcsak Amathusz és Kítion – a perzsák támogatásával szembeszállt vele.

## Régészeti feltárás

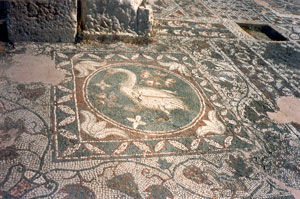
Bizánci mozaik Szóliban

A város területén több régészeti feltárás zajlott a XX. században. A kutatást 1927 és 1931 között a Svéd Régészeti Expedíció, 1965 és 1974 között pedig a québec-i Laval Egyetem végezte, továbbá a Ciprusi Régészeti Hivatal is feltárt számos maradványt a térségben. A völgy keleti felén megtalálták Szóli természetes kikötőjének maradványait. A legnagyobb fennmaradt építmény, a város 1929-ben feltárt színháza, ami a kutatás szerint a 2-3. századi eredetű. Az 52 méteres átmérőjű színházat, amelynek nézőtere 17 méter átmérőjű, a hegy északi lejtőén vájták a sziklába.
A svéd expedíció a városfalon kívül egy öt templomból álló épületegyüttes maradványait is feltárta. A templomok – amelyeket Aphrodité, Izisz és Szerápisz tiszteletére szenteltek – Kr.e. 250 és az időszámításunk szerinti 4. század eleje között épültek. A kanadai expedíció a hegy északkeleti részén egy kora keresztény bazilika maradványait is feltárta. Szintén előkerültek a római agora feltételezett maradványai, és a hegy délkeleti részén a város nekropolisza is, ahol számos sírkövet tártak fel.